# Buffalo (Missouri)
Buffalo – miasto w Stanach Zjednoczonych, w stanie Missouri, siedziba administracyjna hrabstwa Dallas.